# 茂義 (小惑星)
茂義（しげよし、19954 Shigeyoshi）は、小惑星帯に位置する小惑星の1つである。長野県
木曽町で香西洋樹と古川麒一郎によって発見された。

## 名称
名前は江戸後期の肥前国佐賀藩重臣で武雄の領主・鍋島茂義にちなむ。茂義は科学研究に熱心であり、地球儀や天球儀、天体望遠鏡などをオランダから輸入、天文学を含む西洋の学問を振興した。
武雄にちなんだ (19953) 武雄とともに、2017年1月12日付の小惑星回報（MPC）103024で命名された。